# Lebon Régis
Lebon Régis est une ville brésilienne de l'ouest de l'État de Santa Catarina.

## Géographie
Lebon Régis se situe par une latitude de 26° 55' 44" sud et par une longitude de 50° 41' 42" ouest, à une altitude de 980 mètres.
Sa population était de 11 862 habitants au recensement de 2010. La municipalité s'étend sur 941 km2.
Elle fait partie de la microrégion de Joaçaba, dans la mésorégion Ouest de Santa Catarina.

## Histoire
Autour de 1895, les premiers habitants arrivèrent dans la région, venus d'autres localités de Santa Catarina et du Paraná.
L'histoire de la municipalité est liée aux premières exploitations agricoles, situées dans la  Serra da Esperança, qui furent créées par des explorateurs venus de l'État de São Paulo, après la conquête de la région de Curitibanos. Dès le XIXe siècle, le système des sesmarias rendit possible la formation de noyaux de peuplement, mais l'isolement de la région freina leur développement.
En 1903, dans la partie nord de la région, le district de São Sebastião da Boa Vista est créé. En 1938, ce district devient une vila sous le nom de Caraguatá et, en 1950, prend le nom de São Sebastião do Sul. Au même moment, dans la partie sud de la région, se créa la localité Salto do Rio dos Patos ou Fazenda do Salto connu plus tard sous le nom de Santo Antônio do Trombudo. Ce dernier se développa rapidement, étant situé sur la route des tropeiros qui faisait le chemin de Curitibanos à Caçador. Santo Antônio do Trombudo devient district en 1934 et change de nom pour s'appeler Lebon Régis en juillet de cette même année. En 1938, le district de Lebon Régis devient vila. Enfin, le 19 décembre 1958, les vilas de São Sebastião do Sul et Lebon Régis fusionnèrent pour créer la municipalité de Lebon Régis, qui sera installée officiellement en janvier 1959.
Le nom de Lebon Régis est un hommage au général Gustavo Lebon Régis. Celui-ci, à l'occasion de la guerre du Contestado entre 1912 et 1916, en tant que secrétaire général de l'État de Santa Catarina, mena la première attaque contre Taquaruçu, une des principales place forte des révoltés.
Le territoire de la municipalité actuelle fut le théâtre de nombreuses luttes et de combats sanglants entre les caboclos et les forces armées. Les conséquences de cette guerre se font encore sentir aujourd'hui et les personnes âgées content encore les aventures des moines João Maria et José Maria et du commandant Adeodato.
Depuis son indépendance en 1959, la municipalité connut un fort développement, accueillant des industries liées au bois et à la production de fibres végétales entraînèrent le développement du secteur agricole.

## Symboles
La ville compte de nombreux symboles, parmi lesquels: 
- son blason ;
- les pins et les palmiers ;
- les grappes de raisin et les pommes ;
- les branches de soja.

## Administration

### Liste des maires
Depuis son émancipation de la municipalité de Curitibanos en 1958, Lebon Régis a successivement été dirigée par :
- Ovidio Gomes - 1959 à 1965
- Ataliba Granemann - 1966 à 1969
- Virgilio Altino de França - 1970 à 1973
- Pedro Alfredo Aureswald - 1973 à 1976
- Raulino Bonatti - 1977 à 1983
- Osni Ribeiro de França - 1983 à 1988
- Raulino Bonatti - 1989 à 1992
- Celso Luiz Maciel - 1993 à 1996
- Carlos Ivan Zanotto - 1997 à 2004
- Milton Sebastião de Melo - 2005 à 2008
- Ludovino Labas - 2009 à aujourd'hui

### Divisions administratives
La municipalité est constituée de deux districts :
- Lebon Régis (siège du pouvoir municipal)
- São Sebastião do Sul

## Villes voisines
Lebon Régis est voisine des municipalités (municípios) suivantes :
- Timbó Grande
- Santa Cecília
- Curitibanos
- Fraiburgo
- Caçador
- Calmon